# Gogi Koguašvili
Gogi Murmanovič Koguašvili (in russo Гоги Мурманович Когуашвили?; 26 aprile 1969) è un ex lottatore russo, specializzato nella lotta greco-romana.

## Palmarès

### Olimpiadi
- 1 medaglia[1]:
  - 1 bronzo (Barcellona 1992 nei pesi medio-massimi)

### Mondiali
- 6 medaglie[2]:
  - 5 ori (Stoccolma 1993 nei 90 kg; Tampere 1994 nei 90 kg; Breslavia 1997 nei 97 kg; Gävle 1998 nei 97 kg; Atene 1999 nei 97 kg)
  - 1 bronzo (Praga 1995 nei 90 kg)